# مارماهی‌های بزرگ
مارماهی‌های بزرگ (نام علمی: Conger) نام یک سرده از تیره مارماهی دریایی است.